# Аруша
Аруша (англ. Arusha, суах. Arusha) — місто в Танзанії, центр однойменного регіону.

## Загальні відомості
Місто Аруша є адміністративним центром танзанійського регіону Аруша. Назву свою він отримав від імені племені народності масаї, що населяло цей район.

## Географія і клімат
Аруша знаходиться на північному сході Танзанії, поблизу її кордону з Кенією, за 90 кілометрів на південний захід від Кіліманджаро. Висота міста над рівнем моря — 1400 метрів. Безпосередньо на північ від міста розташований Національний парк Аруша зі згаслим вулканом Міру (висота — 4565 м).

### Клімат
Місто знаходиться у зоні, котра характеризується океанічним кліматом субтропічних нагір'їв. Найтепліший місяць — січень із середньою температурою 19.4 °C (67 °F). Найхолодніший місяць — червень, із середньою температурою 15 °С (59 °F).
| Клімат Аруши            | Клімат Аруши | Клімат Аруши | Клімат Аруши | Клімат Аруши | Клімат Аруши | Клімат Аруши | Клімат Аруши | Клімат Аруши | Клімат Аруши | Клімат Аруши | Клімат Аруши | Клімат Аруши | Клімат Аруши |
| Показник                | Січ.         | Лют.         | Бер.         | Квіт.        | Трав.        | Черв.        | Лип.         | Серп.        | Вер.         | Жовт.        | Лист.        | Груд.        | Рік          |
| Абсолютний максимум, °C | 36           | 37           | 35           | 33           | 30           | 27           | 27           | 28           | 32           | 34           | 38           | 35           | 38           |
| Середній максимум, °C   | 28           | 28           | 27           | 25           | 22           | 21           | 20           | 22           | 24           | 26           | 27           | 27           | 25           |
| Середня температура, °C | 19           | 19           | 19           | 19           | 16           | 14           | 14           | 15           | 16           | 18           | 18           | 18           | 17           |
| Середній мінімум, °C    | 10           | 10           | 11           | 13           | 11           | 8            | 9            | 8            | 8            | 10           | 10           | 10           | 10           |
| Абсолютний мінімум, °C  | 10           | 8            | 8            | 11           | 10           | 7            | 7            | 7            | 8            | 9            | 10           | 10           | 7            |
| Норма опадів, мм        | 50           | 80           | 170          | 360          | 210          | 30           | 10           | 10           | 20           | 30           | 110          | 100          | 1230         |
| Днів з дощем            | 5            | 6            | 9            | 9            | 9            | 2            | 1            | 1            | 1            | 2            | 7            | 8            | 51           |
| Вологість повітря, %    | 82           | 84           | 95           | 95           | 95           | 95           | 95           | 95           | 95           | 94           | 98           | 91           | 95           |
| ----------------------- | ------------ | ------------ | ------------ | ------------ | ------------ | ------------ | ------------ | ------------ | ------------ | ------------ | ------------ | ------------ | ------------ |
| Джерело: Weatherbase    |              |              |              |              |              |              |              |              |              |              |              |              |              |

## Економіка
Аруша є великим промисловим центром — в першу чергу з переробки сільськогосподарської продукції — зерна, кави, сизалю, джуту, кокосового волокна і пр. В останні роки тут також вирощуються екзотичні квіти на експорт. Протягом десятиліть місто залишається одним із провідних за кількістю прийнятих туристів. У зв'язку з безліччю сафарі-туристів Аруша серед місцевих жителів отримала іронічну назву Дар-ес-Сафарі (за аналогією з Дар-ес-Саламом). В Аруші є аеропорт, тут знаходиться кінцева станція залізниці, що йде з Дар-ес-Салама.

## Міжнародне значення
Аруша неодноразово була місцем загальноафриканських та міждержавних конференцій і нарад. З 1967 по 1977 рік у цьому місті перебувала штаб-квартира Східноафриканського співтовариства. У 1967 році тут президент Танзанії Джуліус Ньєрере прокламував «Аруську декларацію», у якій проголосив соціалістичний шлях розвитку Танзанії. З 1995 року тут засідає Міжнародний трибунал щодо Руанди. В Аруші знаходяться центри католицького та протестантського єпископатів.

## Міста-побратими
- Мюрццушлаг  Австрія
- Дарем  США
- Канзас-Сіті  США
- Тіфаріті  Західна Сахара

## Галерея

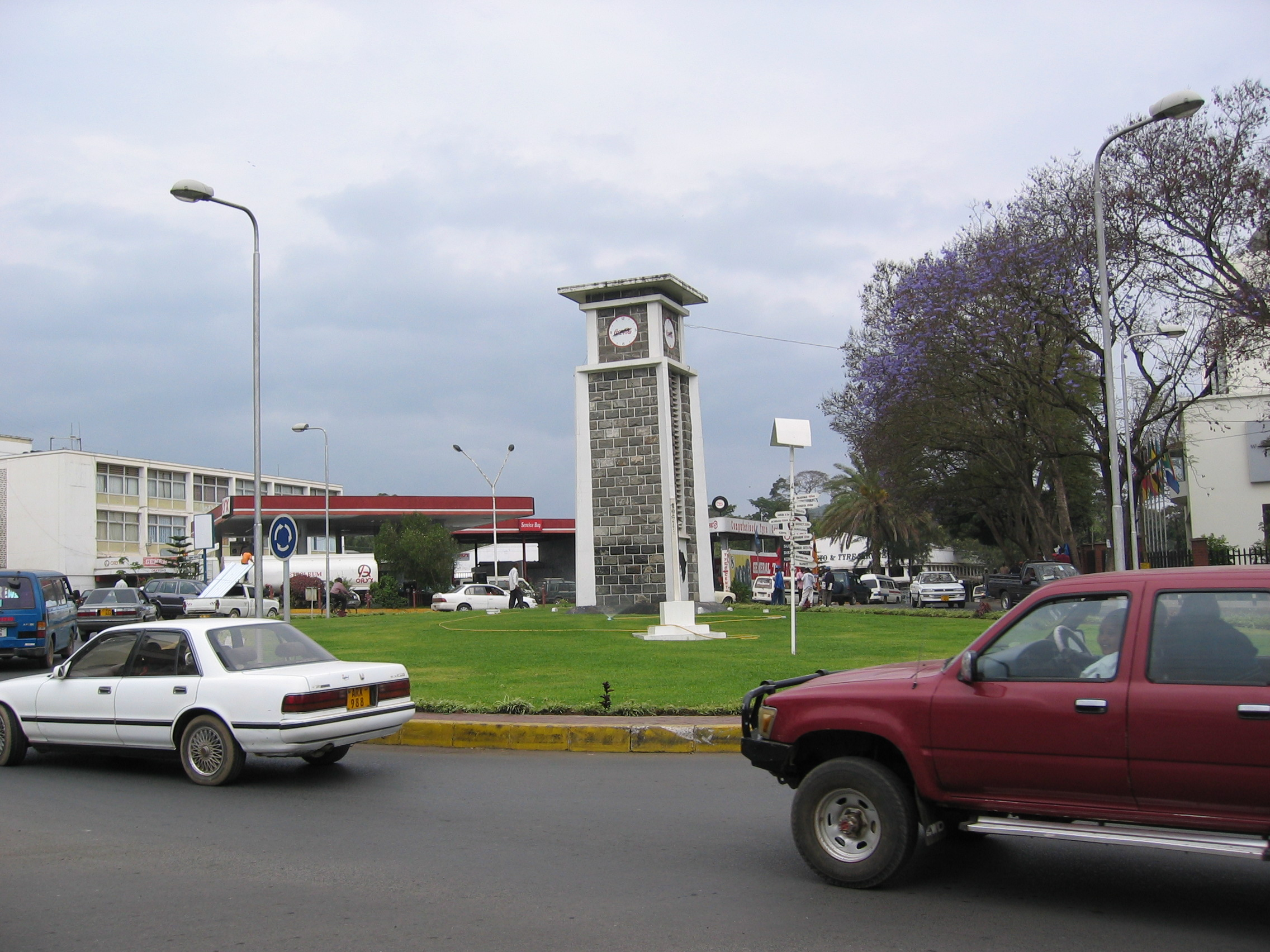
Міський годинник
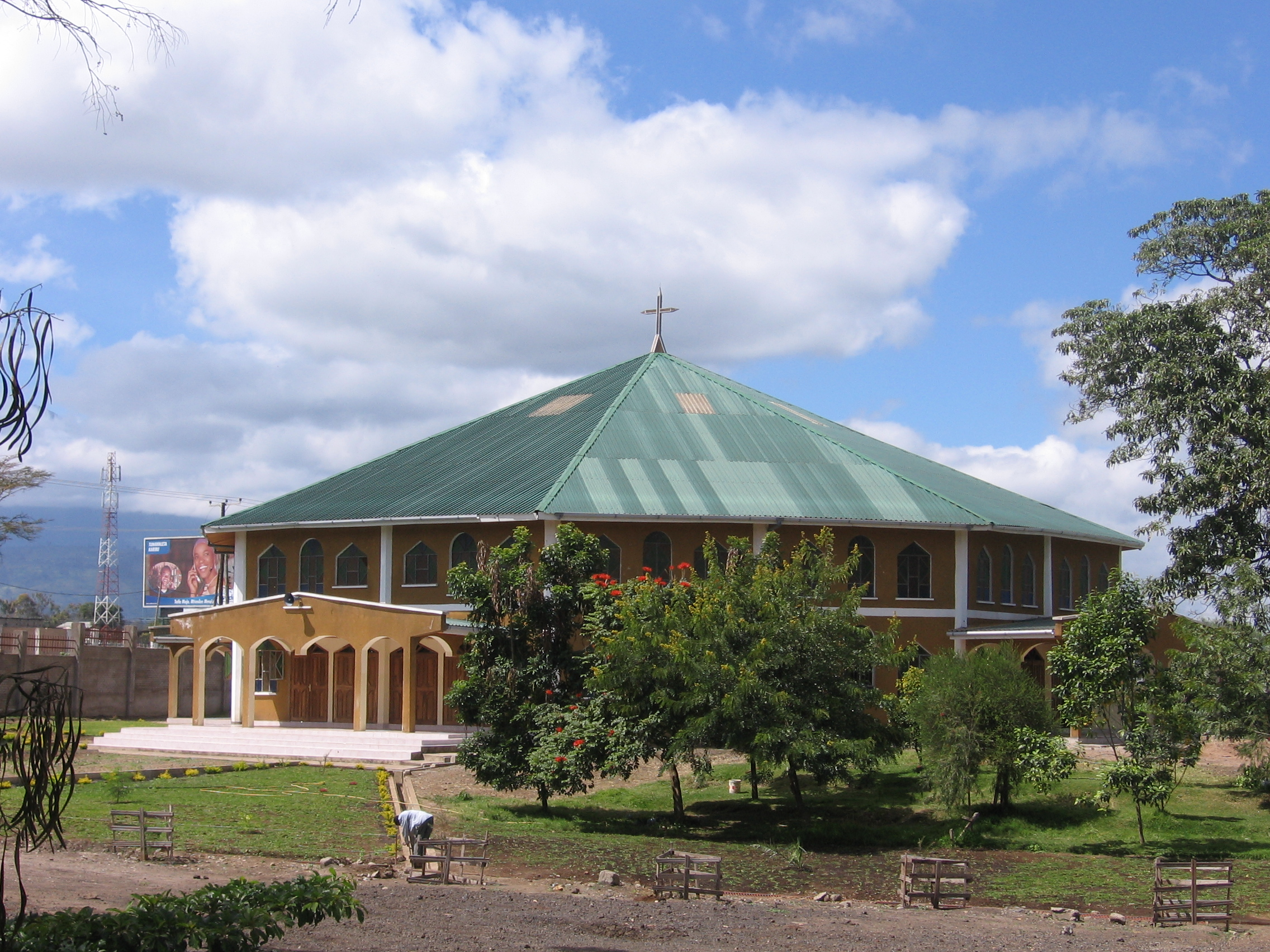
Собор у місті
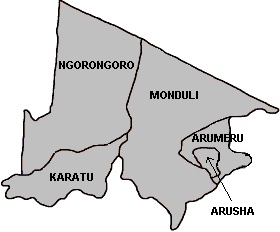
Аруша на карті регіону